# Groenstraat (Noord-Brabant)
Groenstraat is een buurtschap  in de gemeente Hilvarenbeek in de Nederlandse provincie Noord-Brabant. De buurtschap ligt aan de oostkant van de Provinciale weg 269, vanaf het dorp Esbeek, ongeveer 1 kilometer in een grote bocht naar het zuiden, tot aan de minirotonde in de Lage Mierdseweg.
De buurtschap telt in 2020 46 huizen.
Hoofdplaats: Hilvarenbeek      Dorpen: Baarschot · Biest-Houtakker · Diessen · Esbeek · Haghorst

Buurtschappen en gehuchten: Den Opslag (deels) · Driehuizen · Dun · Groenstraat · Gorp · Groot-Loo · Groote Voort · Heikant · Hoogeind · Hoog Spul · Klein Loo · Kleine Voort · Laag Spul · Roovert · Tulder · Waterstraat · Westerwijk

Noord-Brabant: Steden en dorpen      Nederland: Provincies · Gemeenten